# Баланоглос гігантський
Баланоглос гігантський (Balanoglossus gigas) — вид великого вільноживучого жолудевого черва, що зустрічається в Атлантичному океані. Це найбільший жолудевий черв, відомий наразі, і має сильний запах, схожий на йодоформ. Він біолюмінесцентний.

## Опис

### Розмір
Зареєстровано, що Balanoglossus gigas виростає до 1.5 метра у довжину, і тому вважається найбільшим жолудевим хробаком, відомим наразі. Було зафіксовано, що один екземпляр із бразильського узбережжя мав довжину 1.8 метра.

### Хімічні накопичення
B. gigas виділяє густий липкий слиз із сильним запахом йодоформу, який може служити відлякувачем для хижаків. Запах спричинений 2,6-дибромфенолом, фенолом, який також повідомляють від ракоподібних, де він є причиною подібного запаху.
Balanglossus gigas також має накопичення йоду по всьому тілу, що не зафіксовано для інших жолудевих. Концентрація йоду найвища в печінковій області, а найменша в хоботку. Інші сполуки також були присутні в скупченнях в тілі B. gigas: високі концентрації кальцію були виявлені в скелеті, тоді як фосфат був знайдений у хоботку, мідь у комірці та скелеті, хлорид у комірці та гілках область, залізо в області печінки, азот в області статевих органів і печінки, а також суміш натрію, кальцію, калію і магнію, що присутні як у передній, так і в задній частині тіла.

### Біолюмінесценція
Багатостороннє дослідження в 1960-х роках оцінювало біолюмінесценцію цього виду. Реакція, що викликає біолюмінесценцію, включає перекис водню та люциферин, звичайний для баланглосидів.

## Поширення і середовище проживання
Balanoglossus gigas зустрічається біля узбережжя американського штату Джорджія, Бразилії Куби та в Мексиканській затоці. Як і більшість жолудевих червів, зразки B. gigas віддають перевагу дещо захищеним місцям існування з поверхневими шарами дрібного піску, що лежить над шарами дрібного або більшого гравію. Вони живуть у норах з тонкою слизовою оболонкою на дні моря. Нори зазвичай мають менше 2 см в ширину і більше 2 метрів в довжину.